# Artelier Collection
Artelier Collection (仕立屋工房, Shitateyakōbō Artelier Collection) est un shōnen manga de Yen Hioka, prépublié dans le magazine Gangan Powered puis Monthly Shōnen Gangan et publié par l'éditeur Square Enix en treize volumes reliés sortis entre mars 2005 et juillet 2011. La version française est éditée par Ki-oon en treize tomes sortis entre mai 2010 et avril 2012.

## Synopsis
Dans le monde d’Artelier, les Masterpiece, des artisans, possédant un pouvoir que l'on dit accordé par la main de dieu. Les objets qu’ils fabriquent recèlent une puissance magique capable de réaliser tous les souhaits. Makumo, jeune apprenti tailleur, découvre un jour qu’il a la capacité exceptionnelle de plier le tissu à sa volonté. Accompagné de Kiriku, un autre artisan aux talents exceptionnels, il se lance dans une quête destinée à explorer toutes les possibilités de son mystérieux talent ! Mais très vite, leur chemin va croiser celui des membres d’une mystérieuse organisation qui multiplie les assassinats partout dans le monde. Ils ne vont pas tarder à découvrir que ces crimes ne sont que la première étape d’une macabre machination derrière laquelle se cachent… de redoutables Masterpiece !

## Personnages

### Personnages principaux

#### Makumo
Il est le personnage principal de l'histoire, apprenti tailleur, il découvre qu'il est un Masterpiece, capable de faire plier le tissue à volonté.

## Liste des volumes
| no | Japonais          | Japonais          | Français          | Français          |
| no | Date de sortie    | ISBN              | Date de sortie    | ISBN              |
| -- | ----------------- | ----------------- | ----------------- | ----------------- |
| 1  | 22 mars 2005      | 978-4-7575-1391-4 | 12 mai 2010       | 978-2-35592-157-5 |
| 2  | 22 septembre 2005 | 978-4-7575-1527-7 | 12 mai 2010       | 978-2-35592-158-2 |
| 3  | 22 août 2006      | 978-4-7575-1703-5 | 1er juillet 2010  | 978-2-35592-179-7 |
| 4  | 22 février 2007   | 978-4-7575-1944-2 | 9 septembre 2010  | 978-2-35592-197-1 |
| 5  | 22 septembre 2007 | 978-4-7575-2079-0 | 10 novembre 2010  | 978-2-35592-214-5 |
| 6  | 22 avril 2008     | 978-4-7575-2259-6 | 13 janvier 2011   | 978-2-35592-227-5 |
| 7  | 22 octobre 2008   | 978-4-7575-2401-9 | 10 mars 2011      | 978-2-35592-248-0 |
| 8  | 18 septembre 2009 | 978-4-7575-2679-2 | 12 mai 2011       | 978-2-35592-268-8 |
| 9  | 22 février 2010   | 978-4-7575-2791-1 | 30 juin 2011      | 978-2-35592-286-2 |
| 10 | 22 juillet 2010   | 978-4-7575-2934-2 | 22 septembre 2011 | 978-2-35592-311-1 |
| 11 | 22 novembre 2010  | 978-4-7575-3057-7 | 24 novembre 2011  | 978-2-35592-334-0 |
| 12 | 22 juillet 2011   | 978-4-7575-3283-0 | 26 janvier 2012   | 978-2-35592-349-4 |
| 13 | 22 juillet 2011   | 978-4-7575-3284-7 | 26 avril 2012     | 978-2-35592-378-4 |

### Édition japonaise
Square Enix
1. 1 2  (ja) « Tome 1 ».
2. 1 2  (ja) « Tome 2 ».
3. 1 2  (ja) « Tome 3 ».
4. 1 2  (ja) « Tome 4 ».
5. 1 2  (ja) « Tome 5 ».
6. 1 2  (ja) « Tome 6 ».
7. 1 2  (ja) « Tome 7 ».
8. 1 2  (ja) « Tome 8 ».
9. 1 2  (ja) « Tome 9 ».
10. 1 2  (ja) « Tome 10 ».
11. 1 2  (ja) « Tome 11 ».
12. 1 2  (ja) « Tome 12 ».
13. 1 2  (ja) « Tome 13 ».

### Édition française
Ki-oon
1. 1 2  « Tome 1 ».
2. 1 2  « Tome 2 ».
3. 1 2  « Tome 3 ».
4. 1 2  « Tome 4 ».
5. 1 2  « Tome 5 ».
6. 1 2  « Tome 6 ».
7. 1 2  « Tome 7 ».
8. 1 2  « Tome 8 ».
9. 1 2  « Tome 9 ».
10. 1 2  « Tome 10 ».
11. 1 2  « Tome 11 ».
12. 1 2  « Tome 12 ».
13. 1 2  « Tome 13 ».